# Ignacy Ordon

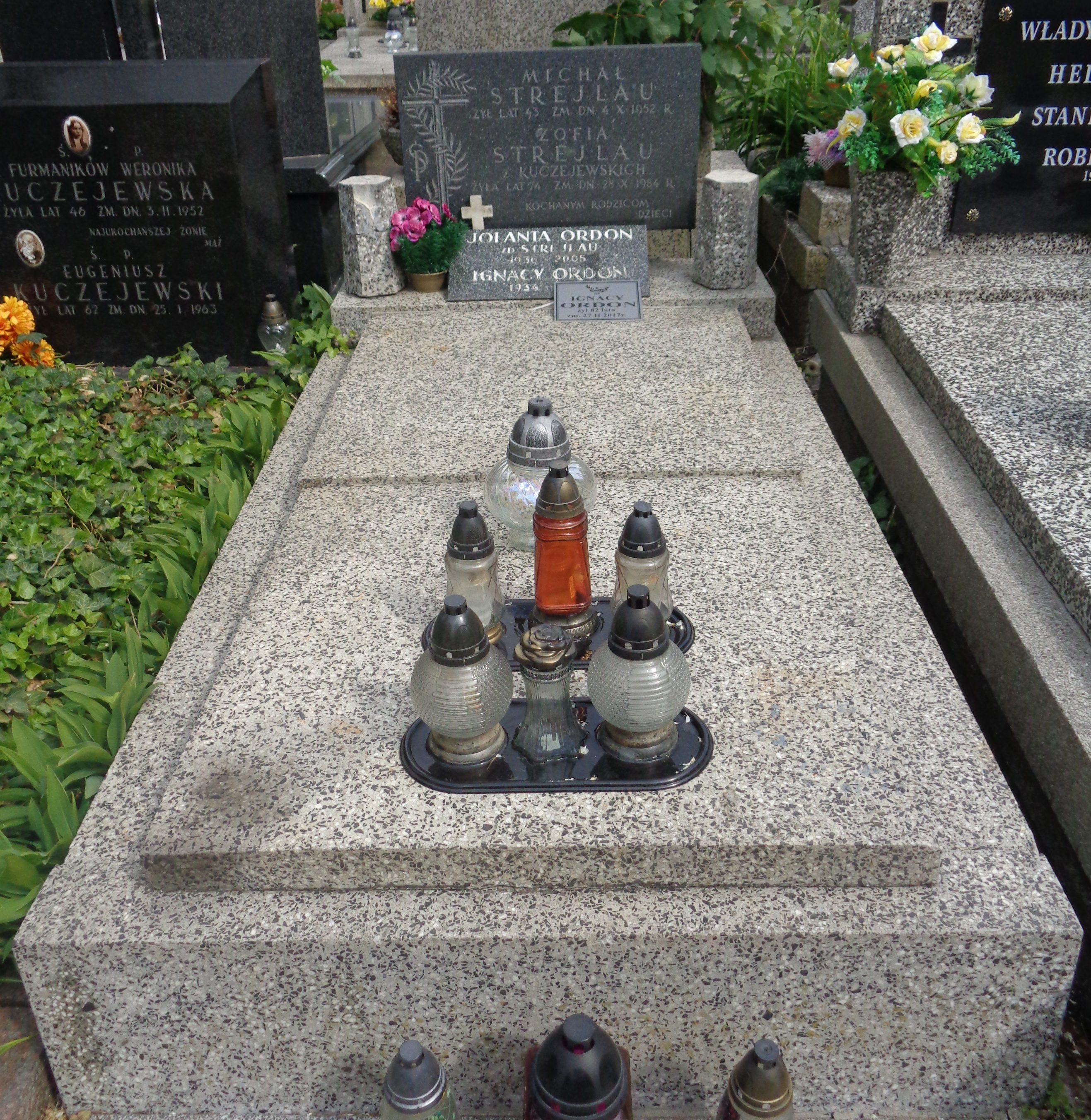
Grób Ignacego Ordona na cmentarzu Bródnowskim

Ignacy Dominik Ordon (ur. 29 lipca 1934 w Wielkich Piekarach, zm. 27 lutego 2017) – polski piłkarz i trener piłkarski. Szwagier Andrzeja Strejlaua.
Podczas długoletniej kariery szkoleniowej prowadził m.in. Zawiszę Bydgoszcz (za jego kadencji w kadrze seniorskiej tego zespołu zadebiutował Zbigniew Boniek), Legię Warszawa (w okresie od października 1980 do czerwca 1981 roku; z Wojskowymi zdobył Puchar Polski w sezonie 1980/81 – zastąpiony przez Kazimierza Górskiego) czy Salos Warszawa. Zmarł 27 lutego 2017 w Warszawie. 9 marca został pochowany na cmentarzu Bródnowskim (kwatera 53C-6-4).